# 2009 في لاتفيا
فيما يلي قوائم الأحداث التي وقعت خلال عام 2009 في لاتفيا.

## سياسة

### تعيين في المنصب
- 12 مارس – فالديس دومبروفسكيس رئيس وزراء لاتفيا.
- 26 مارس – إيفارس غودمانيس عضو في السايما ‏.

### انتهاء فترة المنصب
- 12 مارس – إيفارس غودمانيس رئيس وزراء لاتفيا،عضو في السايما ‏.
- 2 أبريل – إيغارس كالفيتيس عضو في السايما ‏.
- 16 يوليو – أرتورز كريغانيس كارينش عضو في السايما ‏.
- 16 يوليو – ساندرا كالنييت عضو في السايما ‏.

## رياضة
- 1 يناير – الدوري اللاتفي الممتاز 2009 الفائز نادي لييباياس ميتالورغس.
- 1 يناير – كأس رابطة الدول المستقلة 2009 الفائز نادي شريف تيراسبول.

## وفيات

### أغسطس
- 26 أغسطس – هايمان بلوم (مواليد 1913) فنان أمريكي.